# Aruba en los Juegos Olímpicos de Atlanta 1996
Aruba estuvo representada en los Juegos Olímpicos de Atlanta 1996 por un total de 3 deportistas masculinos que compitieron en 3 deportes.
El portador de la bandera en la ceremonia de apertura fue el halterófilo Isnardo Faro. El equipo olímpico arubeño no obtuvo ninguna medalla en estos Juegos.